# 马尔萨利亚
马尔萨利亚（義大利語：Marsaglia），是意大利库内奥省的一个市镇。总面积13平方公里，人口299人，人口密度23.0人/平方公里（2009年）。ISTAT代码为004120。